# پایگاه نیروی هوایی اگلین
پایگاه نیروی هوایی اگلین (به انگلیسی: Eglin Air Force Base) یک فرودگاه پایگاه نیروی هوایی است. این فرودگاه در کشور ایالات متحده آمریکا قرار دارد.